# Standing Outside in the Rain
Standing Outside in the Rain is een nummer uit 1990 van de Amerikaanse muzikant Skipper Wise. Het is de eerste single van zijn debuutalbum The Clock and the Moon.
Skipper Wise was al bij veel muziekprojecten betrokken voordat hij het nummer uitbracht. Het tegen de jazz aanliggende nummer werd enkel een hit in Nederland, met een 27e positie in de Nederlandse Top 40. Na dit nummer heeft Skipper Wise nooit meer een hit weten te scoren.